# Hội thánh tư gia

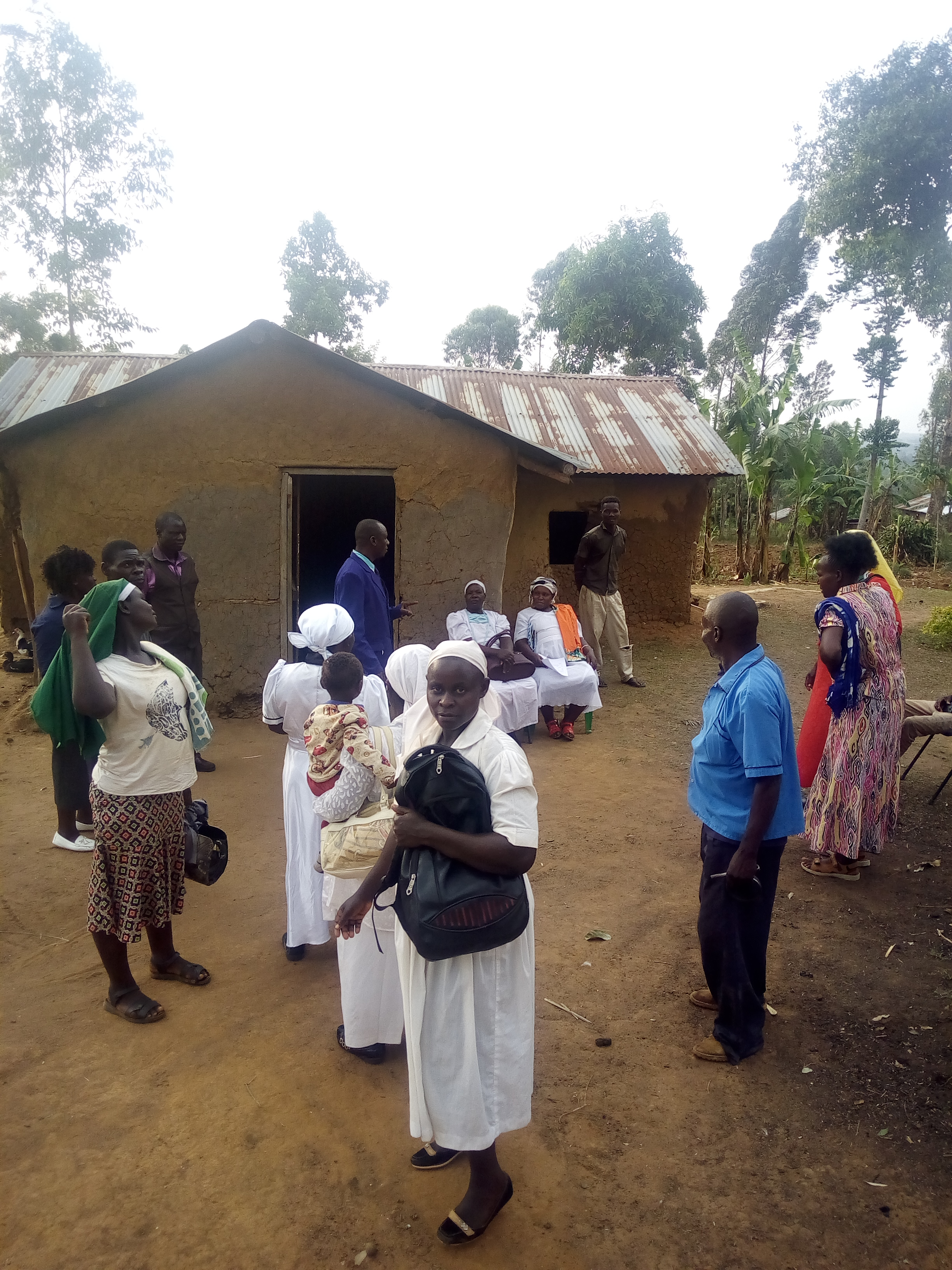
Một hội thánh tại gia

Hội thánh tư gia (Home church) hay Hội thánh tại gia (House church) là cụm từ được sử dụng để mô tả một nhóm Cơ đốc nhân thường xuyên tụ họp để thực hiện hoạt động thờ phượng tại nhà riêng. Nhóm này có thể là một phần của một cộng đồng Cơ đốc giáo lớn hơn, chẳng hạn như một giáo xứ, nhưng một số là các nhóm độc lập coi nhà thờ tại gia là hình thức chính của cộng đồng Cơ đốc giáo. Đôi khi các nhóm này tụ họp vì số lượng thành viên ít, và nhà riêng là nơi thích hợp nhất để tụ họp cho đến khi nhóm có đủ tiền để thuê một địa điểm thường xuyên để họp giống như hành sự tại các nhà trọ (tương tự như trong giai đoạn đầu của Phong trào Nhà thờ Mới của Anh). Đôi khi kiểu họp này có lợi thế vì nhóm là thành viên của một giáo đoàn Cơ đốc giáo, nếu không thì sẽ bị cấm họp như trường hợp như các hội thánh tại gia ở Trung Quốc (家庭聚会/jiātíng jùhuì/Gia đình giáo hội) và Iran.

## Đại cương
Một số tác gia Cơ đốc gần đây như Francis Chan đã ủng hộ quan điểm rằng Giáo hội Cơ đốc nên nhóm họp tại nhà riêng, và đã dựa hoạt động của cộng đồng của họ xung quanh nhiều cuộc họp nhỏ tại tư gia. Các nhóm Cơ đốc khác chọn họp tại nhà khi họ đang trong giai đoạn đầu phát triển của nhà thờ vì nhà là lựa chọn hợp lý nhất để nhóm nhỏ họp cho đến khi số lượng người tham dự nhóm đủ để đảm bảo chuyển đến một địa điểm thương mại như tòa nhà Hội thánh (nhà thờ). Các tổ chức nhà thờ tại gia tuyên bố rằng cách tiếp cận này được ưa chuộng hơn các cuộc họp công khai tại các tòa nhà chuyên dụng vì đây là cách hiệu quả hơn để xây dựng mối quan hệ cộng đồng và cá nhân, và nó giúp nhóm tham gia vào việc truyền giáo một cách tự nhiên hơn.
Một số người tin rằng các nhà thờ cở nhỏ là mô hình tông đồ có chủ đích trong Kitô giáo vào thế kỷ thứ nhất, và chúng được Chúa Kitô dự định. Trong giáo hội ban đầu, sự hiệp thông, cầu nguyện và phụng vụ của Cơ đốc nhân chủ yếu diễn ra tại nhà riêng, như được mô tả trong sách Công vụ các Sứ đồ. Một số đoạn trong Tân Ước đặc biệt đề cập đến các hội thánh nhóm họp tại nhà. Hội thánh tại nhà đầu tiên được ghi lại trong Công vụ 1:13, nơi các môn đồ của Chúa Jesus nhóm họp lại với nhau trong "Phòng Trên" của một ngôi nhà, theo truyền thống được cho là nơi Phòng Tiệc Ly hiện nay. Trong 300 năm đầu tiên của Thời kỳ Cơ đốc giáo sơ kỳ, cho đến thời Constantine hợp pháp hóa Cơ đốc giáo, những người theo đạo Cơ đốc thường gặp nhau tại nhà.Clement của Alexandria, một giáo phụ thời kỳ đầu, đã viết về việc thờ phượng trong một căn nhà. Nhà thờ Dura-Europos vốn là một ngôi nhà riêng ở Dura-Europos tại Syria, đã được khai quật vào những năm 1930 và được phát hiện đã từng được sử dụng làm nơi họp mặt của các tín nhân Cơ đốc giáo vào năm 232 sau Công nguyên, với một căn phòng nhỏ dùng làm phòng rửa tội tạo ra phong cách nhà thờ hiện tại được nhìn thấy ngày nay.